# Kim Wielens
Kim Wielens (25 de setembro de 1977) é uma basquetebolista neozelandesa.

## Carreira
Kim Wielens integrou a Seleção Neozelandesa de Basquetebol Feminino em Atenas 2004, terminando na oitava posição.